# Репрезентација Лихтенштајна у хокеју на леду
Хокејашка репрезентација Лихтенштајна је репрезентација у хокеју на леду која на међународној сцени представља Кнежевину Лихтенштајн.
Репрезентација делује под патронатом Савеза хокеја на леду Лихтенштајна који је придружени члан Међународне хокејашке федерације (ИИХФ) од 4. октобра 2001. године.

## Историјат
Прву међународну утакмицу селекција Лихтенштајна одиграла је 26. априла 2003. у Кокелшејеру (Луксембург) против изабране селекције Луксембурга. Лихтенштајнци, чију репрезентацију су чинили углавном аматерски играчи, су изгубили тај сусрет са 1:7. Пре те утакмице репрезентација је одиграла и пријатељски меч са јуниорском екипом аустријског ЕХЦ Фелдкирка (и изгубили са 0:25). 
Другу, и последњу међународну утакмицу одиграли су 10. марта 2007. такође против Луксембурга. Утакмица је играна у швајцарском Виднау, а екипа Луксембурга забележила је и други пораз, овај пут са 2:4. 

## Биланс са другим репрезентацијама
У таблици испод се налази историјат играња против других репрезентација (укључује службене утакмице на светским првенствима и олимпијским играма). Закључно са крајем 2013. године.
| Репрезентација | Ут | Поб | Н | Пор | ГД | ГП | ГР |
| -------------- | -- | --- | - | --- | -- | -- | -- |
| Луксембург     | 2  | 0   | 0 | 2   | 3  | 11 | -8 |